# Иностранный агент (США)
Иностра́нный аге́нт (также зарубе́жный представи́тель; англ. Foreign Agents) — лицо (физическое или юридическое), которое, будучи резидентом одной страны, действует в интересах другой, обычно при отсутствии дипломатического иммунитета. В США имеется несколько законов, регулирующих деятельность «иностранных агентов», включая Акт о регистрации иностранных агентов (Закон FARA), принятый в 1938 году в целях предотвращения усиливающейся пропаганды нацистской Германии.

## История
До начала XX века федеральное правительство США не пыталось напрямую регулировать деятельность «иностранных агентов».  Первым законом, регулирующим действия «иностранных агентов» в США, стал Закон о радио 1912 года, запретивший иностранцам владеть американскими радиостанциями. Последующий Закон о радио 1927 года ограничил участие иностранцев в американских радиостанциях двадцатью процентами (в настоящее время пределом, за которым Федеральная комиссия по связи может отказать в регистрации, являются 25 %).

### Акт о регистрации иностранных агентов
В США первый соответствующий закон был принят в 1938 году под названием «Акт о регистрации иностранных агентов» (англ. Foreign Agents Registration Act, FARA). Закон требует, чтобы «иностранные агенты», представляющие в американской политике иностранные правительства, а также зарубежные физические и юридические лица, раскрывали свои занятия и источники финансирования. Иностранным агентом (по состоянию на 2013 год) считается лицо (физическое или юридическое), которое действует «по приказу, по просьбе, под руководством или под контролем иностранного принципала» и при этом занимается «политической деятельностью в интересах иностранного принципала». Целью закона является облегчение «оценки правительством и американским народом заявлений и действий таких лиц». Под политической активностью понимается деятельность, направленная на изменение позиции федерального правительства США или «любой части населения» по поводу внутренней или внешней политики США или по отношению к иностранному правительству или политической партии.
Из закона сделано исключение для общественных организаций («чья деятельность носит… религиозный, академический, научный или художественный характер»), для тех, чья «деятельность служит главным образом не иностранным интересам» и СМИ, которые по крайней мере на 80 % находятся во владении американских граждан, руководство которых состоит из американских граждан, и которые при этом не находятся под контролем других иностранных агентов. Бремя доказательства того, что организация подпадает под исключение, лежит на самой организации (или физическом лице).
Закон, в частности, запрещает распространение «любых информационных материалов … в интересах … иностранного принципала» без помещения «на видном месте» заявления о том, что материалы «распространяются агентом от имени иностранного принципала».
За реализацию закона отвечает специальное подразделение в контрразведывательной секции отдела национальной безопасности Министерства юстиции США. По состоянию на 2007 год в Министерстве юстиции зарегистрировались около 1700 лоббистов из более чем 100 стран. За нарушение этого закона возможно наказание вплоть до 5 лет тюрьмы.
Закон вводился прежде всего в целях борьбы с пропагандистской деятельностью пронацистских организаций накануне Второй мировой войны. Ряд послевоенных поправок, особенно поправки 1966 года и последующие, изменил понимание FARA. После принятия Закона о лоббизме 1995 года закон был сужен и касается теперь лоббистов, отстаивающих политические интересы иностранных правительств, тогда как экономические лоббисты регистрируются в соответствии с законом о лоббизме.

### Другие законы против иностранных агентов
По мнению министерства юстиции США, деятельность «иностранных агентов» в США также ограничена следующими законами и распоряжениями президента:
- 18 U.S.C. § 951. Этот закон криминализует любую (не только политическую) активность в США без регистрации, которая проводится по поручению иностранного правительства (а не любого «принципала») под угрозой заключения до 10 лет[12]. В отличие от шпионажа, такая активность не включает попыток доступа к секретной информации. Именно по этому закону Мария Бутина была осуждена на полтора года заключения в 2018 году[13];
- Public Law 893, 50 U.S.C. §§ 851—857;
- Акт Вурхиса 18 U.S.C. § 2386 (the Voorhis Act);
- запрещение 1981 на размещение в Вашингтоне представительства Организации освобождения Палестины;
- E.O.[англ.] 12947 (1995) запрещает сбор денег в США организациями, противодействующими мирному процессу;
- Раздел 401 закона о борьбе с терроризмом и эффективной смертной казни 1996 года[англ.] запрещает сбор денег для террористических организаций.

Некоторые законы расширяют список исключений для «иностранных агентов»:
- Taiwan Relations Act, 22 U.S.C. § 3301 и последующие параграфы;
- раздел 105(f)(2) договора о свободной ассоциации;
- 48 U.S.C. § 1681.

Принятый 17 октября 1940 года «Акт о регистрации находящихся под контролем иностранных государств организаций, осуществляющих политическую деятельность в США» или «Акт Вурхиса» (§ 2386 Раздела 18 Кодекса законов США) регулирует деятельность организаций, связанных с международными или иностранными политическими структурами, или, согласно определению правительства США, «организаций, являющихся „субъектами иностранного влияния“».

### Практика применения
До расследования Мюллера, применение закона было редким: с 1939 по 1992 год по нарушениям закона было возбуждено 85 дел.
Поправки 1966 года настолько увеличили бремя доказательств, которое возлагается на прокурора, что сделали уголовное преследование по нему крайне затруднительным: с 1966 г. по 2011 гг. не было ни одного успешного уголовного преследования по нему и только 3 раза выносилось обвинительное заключение. Без судебных последствий остались даже такие откровенные и вопиющие факты, как финансирование посольством шахского Ирана прошахских демонстраций во время визита президента Картера в Тегеран.
По состоянию на 1998 год последние четыре возбуждённых дела против «иностранных агентов» характеризовались миллионами долларов, полученных от спонсоров, и доказательствами умысла (дела Пак Дон Сона, демонстрации в поддержку шаха Ирана, дело МакГоффа (лоббирование в пользу Южной Африки), дело Закхема (лоббирование в пользу Кувейта).
В 2012 году был осуждён на два года глава неправительственной организации «Кашмирско-американский совет» Сайед Гулям Наби Фай, организация которого, как было установлено, через подставных лиц систематически финансировалась Межведомственной разведкой Пакистана.
Порогом для возбуждения уголовного дела по FARA является наличие оснований полагать, что нарушение закона носит масштабный характер и у обвинения есть тому достаточные доказательства. В процессах, возбуждённых после 1966 года, фигурировали миллионные суммы иностранных субсидий, а в единственном на 1998 год деле, увенчавшемся обвинительным приговором, были доказанно замешаны иностранные спецслужбы.
Американское отделение телеканала «Россия сегодня» официально использует независимую некоммерческую организацию в Москве для финансирования своих операций в США, чтобы не подпадать под действие FARA. В связи с этим Майкл Макфол предложил закрыть эту «дыру» для некоммерческих организаций. Однако правительство США попросту потребовало от телеканала и предоставляющих ему услуги американских компаний зарегистрироваться в качестве «иностранного агента», угрожая судебным иском.

### Акт о негласном наблюдении в целях внешней разведки
Акт о негласном наблюдении в целях внешней разведки использует своё и очень широкое определение иностранного агента (англ. agent of foreign power). Как заметил Дж. Джаффер из Американского союза защиты гражданских свобод, под это определение потенциально подходят даже Международная амнистия и Гринпис.